# Bernard Rouget
Pour les articles homonymes, voir Rouget (homonymie).
Bernard Rouget, né le 30 juillet 1914 à Poitiers, et mort le 22 août 1988 à Antibes, est un journaliste et photographe français. Il a vécu au Maroc de 1940 à 1974.

## Biographie
Bernard Rouget de Conigliano est né le 30 juillet 1914 à Poitiers. Il a étudié le journalisme à l’École supérieure de journalisme de Lille et la littérature à La Sorbonne.
En septembre 1939, à la déclaration de la Seconde Guerre mondiale, il se porte volontaire pour l’armée de l’Air. Il arrive à Casablanca comme aspirant aviateur en 1940, pendant la campagne de l’Armée d’Afrique. Il est attaché à l’État major de la 11e brigade de bombardement, les Marauders, avec laquelle il participe à des missions de guerre.
Bernard Rouget va tomber sous le charme du Maroc et sera fasciné par la majesté de ses paysages et par la richesse de son histoire. Il va réaliser de nombreuses photographies, et publier plusieurs ouvrages sur le thème du Maroc. Pendant cette période il photographiera le Maroc sous tous ces aspects: sociales, industrielles, et religieuses, et aussi le folklore et les coutumes de toutes les régions, les villes, les mosquées, avec leurs architectures tant modernes que traditionnelles.
Il fonde en 1946 l’hebdomadaire Afrique Magazine, journal de rapprochement franco-Marocain. Il fut licencié en mai 1948 car il fit référence à un article du maréchal Hubert Lyautey de 1923 qui souhaitait que la France décolonisât rapidement.
Apprécié pour ses portraits d’hommes et de femmes, il aura également un regard très sensible sur les paysages de ce pays. Il photographiera également les hommes politiques et les personnages célèbres de la vie marocaine et aussi française. Il couvrira en photographe humaniste par des milliers de clichés 34 ans de l’histoire de ce pays. Il participera en 1961 à un voyage au Proche-orient auprès de Mohammed V du Maroc dont il tirera un film culturel pour les conférences Connaissance du Monde.
Dans la lignée de Marcelin Flandrin, il a été aussi un grand éditeur de carte postale au Maroc.
Bernard Rouget meurt le 22 août 1988 à Antibes à l’âge de 74 ans.

## Ouvrages
- 1954 : Maroc terre et ciel, Jacques Mercanton et Bernard Rouget. Lausanne, La Guilde du Livre,
- 1956 : Fès, Meknès, Moulay Idriss : trois villes saintes du Maroc , préface de Ahmed Sefrioui. Photographies et légendes de Bernard Rouget
- 1957 : Femmes Marocaines, esquisse d’un portrait de la marocaine  François Bonjean, Edy Legrand, photo et édition Bernard Rouget
- 1958 : Voyage à travers l’histoire du Maroc : XVIIIe et XIXe, Éditions Bernard Rouget
- 1958 : Espagne, Marc Bernard, Bernard Rouget - La Guilde du livre,
- 1960 : Maroc pierres et âmes, Éditions Bernard Rouget
- 1977 : Bonaparte à Nice, Grasse, Antibes, Saint Maximin, Éditions de Gourcez, 1977